# Harvill Secker
Harvill Secker — британская издательская компания, образованная в 2005 году в результате слияния Secker & Warburg и Harvill Press.

## Секер и Варбург
Secker & Warburg была образована в 1935 году в результате поглощения компании Martin Secker, находившейся в конкурсном управлении, Фредриком Варбургом и Роджером Сенхаусом. Фирма прославилась своей политической позицией, будучи одновременно антифашистской и антикоммунистической, что поставило их в противоречие с идеалами многих интеллектуалов того времени.
Когда Джордж Оруэлл расстался со сторонником коммунистической партии Виктором Голланцем из-за его редактирования книги «Дорога к пирсу Уиган» (1937), он отдал свою следующую книгу «Посвящение Каталонии» Секеру и Варбургу, которые опубликовали её в 1938 году. Они также опубликовали её через 18 месяцев. отказов и неудач, «Скотный двор» (1945) и последующие книги Оруэлла. Позже Оруэлл и Варбург стали близкими друзьями.
Секер и Варбург опубликовали другие книги ключевых фигур левых антисталинистов, такие как «Мятный переулок», «Мировая революция» и «Черные якобинцы» К. Л. Р. Джеймса, Рудольфа Рокера и Бориса Суварина, а также работы Льюиса. Мамфорд.
В феврале 1941 года компания выпустила серию «длинных брошюр» или «коротких книг» под названием Searchlight Books под редакцией Джорджа Оруэлла и Т. Р. Файвела. Первоначально планировалось, что в серию войдут 17 книг, но выпуск был прекращен после публикации 10, когда бомбардировки уничтожили бумажные запасы.
Финансовое положение Secker & Warburg было подорвано нехваткой бумаги во время и после войны. В 1951 году Secker & Warburg были вынуждены присоединиться к группе издателей Heinemann. , Дж. М. Кутзи, Альберто Моравиа, Гюнтер Грасс, Ангус Уилсон, Майкл Муркок, Мелвин Брэгг и Джулиан Глоаг, а также британский буддист Лобсанг Рампа.
Heinemann была куплена издательской группой Octopus Publishing Group в 1985 году; Octopus был куплен Reed International (теперь Reed Elsevier) в 1987 году. Random House купил подразделение Reed Books по торговле для взрослых в феврале 1997 года. Том Розенталь (1935—2014), председатель Института современного искусства, был главой Secker & Warburg с 1971 по 1984 год.

## Harvill Press
The Harvill Press была основана в 1946 году Маней Харари и Марджори Вильерс. Позднее издание было приобретено базирующейся в Глазго издательской фирмой William Collins and Sons, которая в 1989 году объединилась с американским издательством Harper & Row и образовала HarperCollins.
В 1996 году Harvill Press стала независимой после выкупа её руководством. Фирма была куплена Random House в 2002 году, а в 2005 году объединилась с Secker & Warburg, став Harvill Secker.
К 2019 году Harvill Secker был импринтом Vintage Publishing UK.